# クリスティアン・ポルトゥゲス・マンサネラ
ポルトゥ（Portu）ことクリスティアン・ポルトゥゲス・マンサネラ（スペイン語: Cristian Portugués Manzanera、スペイン語発音: [ˈkɾistjam portuˈɣez manθaˈneɾa]、1992年5月21日 - ）は、スペイン・ムルシア出身のサッカー選手。ヘタフェCF所属。ポジションはMF。

## クラブ歴
バレンシアCFの下部組織から17歳でバレンシアCF・メスタージャに昇格し、選手デビュー。その後2012年1月にトップチームの選手に怪我が相次いだためにトップチームから声がかかるようになった。しかしトップチーム初出場は2014年2月27日となり、この試合ではフェデリコ・カルタビアとの交代で途中出場、UEFAチャンピオンズリーグ 2013-14での一戦でのデビューとなった。プリメーラ・ディビシオン初出場はその3日後で、スターティングメンバーに選抜されたが、イエローカードを提示され、クラブも敗れた。
2014年7月11日にセグンダ・ディビシオンのアルバセテ・バロンピエに買戻しオプションつきで売却された。10月18日にプロ初得点を記録した。
2016年6月21日にアルバセテが降格したために同じくセグンダ・ディビシオンのジローナFCに移籍。8得点8アシストでクラブ史上初の1部昇格に貢献した。2017-18シーズンでは11得点を記録し、昇格組ながら中位躍進に貢献した。
2019年6月18日、レアル・ソシエダと5年契約を締結したことが発表された。
2022年6月21日、2022-23シーズンはヘタフェCFにレンタル移籍することが決定した。
2023年6月22日、買取オプションが行使され、完全移籍に移行した。

## タイトル

### クラブ
レアル・ソシエダ
- コパ・デル・レイ：1回（2019-20）